# Слатина Сведрушка
Слатина Сведрушка је насељено место у саставу општине Петровско у Крапинско-загорској жупанији, Хрватска. До територијалне реорганизације у Хрватској налазила се у саставу старе општине Крапина.

## Становништво
На попису становништва 2011. године, Слатина Сведрушка је имала 384 становника.

## Попис1991.
На попису становништва 1991. године, насељено место Слатина Сведрушка је имало 443 становника, следећег националног састава:
| Попис 1991.‍ | Попис 1991.‍ | Попис 1991.‍ | Попис 1991.‍ | Попис 1991.‍ |
| ----------- | ----------- | ----------- | ----------- | ----------- |
|             |             |             |             |             |
| Хрвати      | Хрвати      |             | 441         | 99,54%      |
| Словенци    | Словенци    |             | 1           | 0,22%       |
| непознато   | непознато   |             | 1           | 0,22%       |
| укупно: 443 |             |             |             |             |